# Strada europea E391
La E391 è una strada europea che collega Trosna a Hluchiv.

## Percorso
La E391 è definita con i seguenti capisaldi di itinerario: "Trosna - Hluchiv".